# 拜爾希道

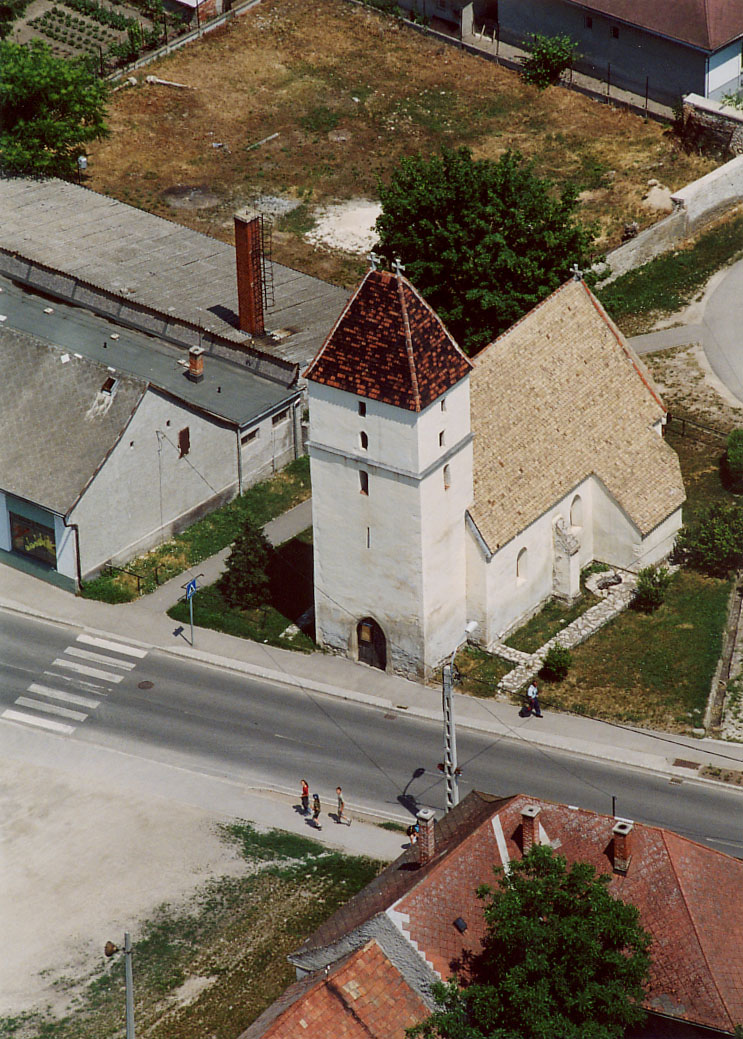

拜爾希道是匈牙利的城鎮，位於該國西部，由維斯普雷姆州負責管轄，面積42.66平方公里，2011年人口5,955，其中約六成居民信奉天主教。1985年8月15日，該鎮發生黎克特制5.2級地震。